# Kaspar Hauser
Kaspar Hauser (n. 30 aprilie 1812 (?) - d. 17 decembrie 1833) a fost un tânăr german care a afirmat că și-a petrecut copilăria în izolare totală într-o celulă întunecată. Afirmațiile lui Hauser, precum și moartea sa prin înjunghiere, au stârnit multe dezbateri și controverse. În epocă au fost propuse teorii care îl legau de marele ducat al Casei de Baden. Aceste teorii au fost de mult infirmate de istorici.

### Prima apariție
La data de 26 mai 1828, între orele 4-5 după-amiaza, un tânăr adolescent a apărut pe străzile Nürnbergului. Un cetățean, cu domiciliul în Unschlittplatz, în cartierul Hallerthörchens („Noua Poartă”), era în fața casei sale, intenționând să se deplaseze spre Noua Poartă, când a observat în apropierea sa un tânăr îmbrăcat în haine țărănești, care avea o postură ciudată, asemănătoare cu aceea a unui bețiv, ce părea să nu fie capabil să se mențină drept sau să își folosească picioarele. Cetățeanul s-a apropiat de tânăr, descoperind asupra lui o scrisoare destinată căpitanului von Wessenig, adresată „Domnului Căpitan al Escadronului Patru din Regimentul Șase de Cavalerie Ușoară. Nürnberg”. Începutul scrisorii conținea notația: Von der Bäierischen Gränz / daß Orte ist unbenant / 1828” („De la frontiera Bavariei / Locul nu este numit / 1828”). Autorul anonim al scrisorii spunea că băiatul îi fusese dat în custodie ca bebeluș, în 1812, și că el îl învățase citirea, scrierea și religia creștină, dar nu îl lăsase niciodată „să facă un singur pas în afara casei”. Scrisoarea spunea că băiatului i-ar place să fie cavalerst „cum a fost și tatăl lui” și îl invita pe căpitan să îl adopte sau să îl spânzure.
Mai era atașată o a doua scrisoare, presupusă a fi de la mama lui către îngrijitorul precedent. În această scrisoare se spunea că numele lui era Kaspar, că se născuse la 30 aprilie 1812 și că tatăl lui, un cavalerist din regimentul 6, era mort. S-a descoperit că această scrisoare fusese de fapt scrisă de aceeași mână ca și cea precedentă. Expresia „el scrie propria mea scriere de mână exact cum o scriu eu” i-a făcut pe analiștii ulteriori să presupună că tânărul Kaspar ar fi fost autorul ambelor scrisori.
Un cizmar pe nume Weichmann l-a dus pe băiat la casa căpitanului von Wessenig, unde el nu a făcut decât să repete în continuu cuvintele „Vreau să fiu cavalerist, cum a fost și tatăl meu” și „Calul! Calul!”. Insistențele interogatorilor l-au adus la lacrimi și l-au făcut să proclame cu încăpățânare: „Nu știu.” A fost dus la o secție de poliție, unde a scris un nume: Kaspar Hauser. Știa ce sunt banii, putea să spună unele rugăciuni și să citească la nivel elementar, dar a răspuns la puține întrebări, iar vocabularul lui părea a fi destul de limitat. Din cauză că nu a putut să dea nici o dovadă a identității sale, a fost închis ca vagabond. 
A petrecut următoarele două luni în Turnul Lugisland, în Castelul Nürnberg, în grija unui gardian numit Andreas Hittel. În ciuda multor mărturii ulterioare, avea o condiție fizică bună și mergea bine; de exemplu, urca mai mult de 90 de trepte până în camera lui. În vârstă de aproximativ 16 ani, avea o expresie a feței sănătoasă, dar părea să aibă un handicap intelectual. Pe de altă parte, primarul Binder considera că băiatul avea o memorie excelentă și învăța rapid. Diferite persoane curioase l-au vizitat, spre aparenta lui încântare. Pe parcursul perioadei cât a stat în închisoare a refuzat orice mâncare, acceptând doar pâine și apă.  

### Povestea lui Hauser despre viața lui în pivniță
La început s-a crezut că fusese crescut în pădure, într-o stare de semi-sălbăticie, dar în numeroasele conversații cu primarul Binder, Hauser a relatat o altă versiune a vieții sale trecute. Mai târziu, a așternut această versiune în scris, adăugând mai multe detalii. Conform povestirii lui, își petrecuse toată viața, de când își putea aduce aminte, complet singur, într-o celulă de aproximativ 2 metri lungime, un metru lățime și un metru și jumătate înălțime, unde avea doar un pat de paie pe care dormea și doi cai și un câine de jucărie sculptați din lemn.
Hauser a pretins că găsea pâine cu secară și apă lângă patul lui în fiecare dimineață. La anumite perioade, apa avea un gust amar și dacă o bea avea un somn mai adânc ca de obicei. În asemenea ocazii, după ce se trezea, paiele erau schimbate, iar unghiile și părul său erau tăiate. După mărturia lui, primul contact uman din viața lui a avut loc nu cu mult timp înainte de eliberarea sa, când a fost vizitat de un om misterios, care avea mare grijă să nu își arate fața. Acest bărbat, spunea Hauser, l-a învățat să-și scrie numele, conducându-i mâna. După ce a învățat să stea în picioare și să meargă, a fost adus la Nürnberg. Mai mult, chipurile străinul l-ar fi învățat să spună fraza „Vreau să fiu cavalerist, cum a fost și tatăl meu” (în vechiul dialect bavarez), dar Hauser a spus că nu a înțeles ce însemnau cuvintele.
Această poveste  a stârnit mult interes, iar Hauser a ajuns în mijlocul unei controverse internaționale. Au apărut zvonuri că ar fi avut o descendență princiară, o posibilă origine fiind Casa de Baden. Au existat și zvonuri că ar fi fost un impostor.

### Viața lui la Nürnberg. Contactul cu Paul Johann Anselm Ritter von Feuerbach
Paul Johann Anselm Ritter von Feuerbach, președintele curții bavareze de apeluri, a devenit interesat în această perioadă de cazul lui Kaspar Hauser. Funcția sa i-a oferit numeroase ocazii pentru a realiza observații atente și cercetări minuțioase. După cum mărturisește autorul într-o scrisoare către directorul Hitzig, la Berlin, cazul lui Kaspar Hauser a fost „pentru ani buni, primul și cel mai important obiect al cercetărilor, al observațiilor și al solicitudinii mele; și, de asemenea, extrem de interesant pentru mine ca om, ca personaj literar, și ca servitor al statului”.
Orașul Nürnberg l-a adoptat formal pe Hauser, fiind donați bani pentru întreținerea și educarea lui. A fost încredințat în grija lui Friedrich Daumer, director de școală și filosof speculativ, care i-a predat anumite subiecte și a descoperit astfel talentul lui pentru desen. Părea să înflorească în acest mediu. Daumer l-a supus de asemenea unor tratamente homeopatice și unor experimente magnetice. După cum povestește Feuerbach, „Când profesorul Daumer a ținut polul nordic [al unui magnet] îndreptat înspre el, Kaspar și-a pus mâna în partea de jos a stomacului și, trăgându-și vesta într-o direcție exterioară, a spus că îl atrăgea în direcția aceea; și că un curent de aer părea să iasă din ființa lui. Polul sudic îl afecta mai puțin; și spunea că de data aceasta curentul bătea dinspre magnet înspre el”.

### Tăietura
În ziua de 17 octombrie 1829, Hauser nu a venit la masa de prânz, ci a fost găsit în pivnița casei profesorului Daumer, cu o rană sângerândă pe frunte. El a afirmat că, în timp ce stătea singur pe prispă, a fost atacat și rănit de un om acoperit cu glugă, care l-a și amenințat cu cuvintele: „Tu încă mai trebuie să mori înainte de a părăsi orașul Nürnberg.” Hauser a spus că după voce îl recunoscuse pe omul care îl adusese la Nürnberg. După cărarea de sânge, era evident că Hauser încercase în primul rând să fugă la etajul întâi, unde era camera lui, dar apoi, în loc să se ducă spre îngrijitorii lui, a coborât din nou scările și a coborât printr-o trapă înapoi în pivniță. Oficialii alarmați au chemat o escortă a poliției și l-au transferat în grija lui Johann Bieberbach, care făcea parte din autoritățile municipale. De asemenea, acest presupus atac asupra lui Hauser a alimentat zvonurile referitoare la posibila lui descendență din Ungaria, Anglia sau Casa de Baden, Criticii lui Hauser sunt de părere că și-ar fi provocat singur rana cu un brici, pe care l-ar fi dus înapoi în camera lui înainte de a se întoarce înapoi în pivniță. E posibil să fi făcut acest gest pentru ca să câștige simpatie și să scape astfel de ocară pentru o ceartă recentă cu profesorul Daumer, care ajunsese să creadă că băiatul avea tendința de a minți.

### „Accidentul cu pistolul”
La 3 aprilie 1830, o împușcătură de pistol a răsunat în camera lui Kaspar din casa familiei Biberbach. Escorta sa a năvălit rapid în încăpere și l-a găsit sângerând dintr-o rană în partea dreaptă a capului. Hauser și-a revenit rapid și a susținut că se urcase pe un scaun să ia niște cărți, scaunul a căzut și în timp ce încerca să se prindă de ceva a dărâmat accidental pistolul ce era atârnat pe perete, cauzând astfel declanșarea împușcăturii. Există dubii că o rană atât de ușoară ar fi putut fi cauzată de o împușcătură, unii autori asociind incidentul cu o ceartă ce avusese loc cu puțin timp înainte și în care i s-a reproșat din nou că mințea. Indiferent care a fost realitatea, incidentul a determinat autoritățile municipale să ia o nouă decizie în cazul lui Hauser, în condițiile în care relația inițial bună cu familia Biberbach se deteriorase. În mai 1830 a fost transferat în casa baronului Tucher von Simmelsdorf, care apoi s-a plâns de vanitatea exorbitantă și minciunile lui Hauser. Poate cea mai înțepătoare judecată pe seama lui Hauser a fost cea a doamnei Biberbach, care a comentat despre „falsitatea sa groaznică” și „arta disimulării” și l-a numit „plin de vanitate și ciudă”. 

### Lordul Stanhope
Un nobil britanic, lordul Stanhope, s-a interesat de tânărul Hauser și a obținut custodia lui la sfârșitul anului 1831. A cheltuit mulți bani încercând să clarifice originea lui Hauser. În particular, a plătit două vizite în Ungaria, sperând să stimuleze memoria tânărului, din moment ce Hauser părea să își reamintească unele cuvinte ungurești și declarase o dată că mama lui era contesa maghiară Maytheny. Hauser nu a reușit să recunoască nici o clădire și nici un monument din Ungaria. Un nobil ungur care îl întâlnise pe Hauser i-a spus mai târziu lui Stanhope că el și fiul lui râseseră bine când și-au amintit de ciudatul băiat și comportamentul lui histrionic. Stanhope a scris mai târziu că eșecul complet al acestor investigații l-a făcut să se îndoiască de credibilitatea lui Hauser. În decembrie 1831, l-a transferat pe Hauser la Ansbach, în grija unui director de școală numit Johann Georg Meyer, iar în ianuarie 1832 Stanhope l-a părăsit definitiv pe Hauser. Stanhope a continuat să plătească cheltuielile de trai ale lui Hauser, dar nu și-a ținut niciodată promisiunea să-l aducă în Anglia. După moartea lui Hauser, Stanhope a publicat o carte în care a prezentat toate dovezile cunoscute împotriva lui Hauser, considerând că era datoria lui „să mărturisesc deschis că am fost înșelat”. Apărătorii lui Hauser suspectează că Stanhope ar fi avut motive ulterioare și legături cu Casa de Baden, dar istoriografia academică îl apără ca un filantrop, om pios și căutător al adevărului. 

### Viața și moartea în Ansbach
Directorul de școală Meyer era un om strict și pedant, astfel încât nu aprecia multitudinea de scuze și minciuni aparente ale lui Hauser, iar relația dintre ei s-a deteriorat. La sfârșitul lui 1832, Hauser a fost angajat drept copist într-un birou local de drept. Purtând încă speranța că Stanhope îl va aduce în Anglia, era foarte nemulțumit de situația lui, care s-a deteriorat și mai mult în momentul când patronul lui, Ansel von Feuerbach, a murit în mai 1833. Aceasta a fost o pierdere dureroasă pentru Hauser. Totuși, unii autori atrag atenția că Feuerbach, spre sfârșitul vieții, își pierduse încrederea în Hauser - scriind o notă, ce avea să fie găsită printre moștenirile lui, în care spunea: „Casper Hauser este un intrigant răutăcios și inteligent, un vagabond, un om bun de nimic care ar trebui omorât”. Dar nu există nici o indicație că Feuerbach, deja grav bolnav, l-ar fi lăsat pe Hauser să simtă această schimbare de opinie.
La 9 decembrie 1833, Hauser a avut o ceartă serioasă cu Meyer. Lordul Stanhope era așteptat într-o vizită la Ansbach de Crăciun, iar Meyer că nu știa cum ar fi putut să îl privească în față.